# José Izquierdo Mena
José Izquierdo Mena (Pereira, 7 de julho de 1992) é um futebolista colombiano que atua como atacante e atualmente esta sem Clube.

## Carreira
Izquierdo começou nos profissionais aos 18 anos, no clube de sua cidade natal, Deportivo Pereira. No ano de 2013 transferiu-se para o Once Caldas, sendo um dos principais nomes do ataque. Na janela de inverno europeu de 2014 foi contratado pelo Club Brugge com contrato até 2019 por 3,8 milhões de euros.

## Títulos
Club Brugge
- Copa da Bélgica: 2014–15
- Campeonato Belga de Futebol: 2015–16
- Supercopa da Bélgica: 2016